# Coupe du monde de BMX 2012
Navigation
2011 2013
La 10e édition de la coupe du monde de BMX a débuté le 30 mars à Chula Vista aux États-Unis et s'est terminée le 15 septembre 2012 à Abbotsford au Canada. 

## Hommes élites

### Résultats
| #  | Lieu        | Date            | Vainqueur        | Deuxième       | Troisième             | Leader du classement général |
| -- | ----------- | --------------- | ---------------- | -------------- | --------------------- | ---------------------------- |
| 1. | Chula Vista | 30-31 mars      | Connor Fields    | Sam Willoughby | David Herman          | Connor Fields                |
| 2. | Randaberg   | 13-14 avril     | Connor Fields    | Sam Willoughby | Carlos Oquendo Zabala | Connor Fields                |
| 3. | Papendal    | 12-13 mai       | Māris Štrombergs | Sam Willoughby | David Herman          | Connor Fields                |
| 4. | Abbotsford  | 14-15 septembre | Twan Van Gendt   | Sam Willoughby | Brian Kirkham         | Sam Willoughby               |

### Classement général
| Pos | Coureur        | Pts |
| --- | -------------- | --- |
| 1   | Sam Willoughby | 743 |
| 2   | Connor Fields  | 722 |
| 3   | Twan van Gendt | 512 |
| 4   | Tory Nyhaug    | 505 |
| 5   | David Herman   | 440 |

## Femmes élites

### Résultats
| #  | Lieu        | Date            | Vainqueur         | Deuxième              | Troisième             | Leader du classement général |
| -- | ----------- | --------------- | ----------------- | --------------------- | --------------------- | ---------------------------- |
| 1. | Chula Vista | 30-31 mars      | Magalie Pottier   | Laëtitia Le Corguillé | Amanda Geving         | Magalie Pottier              |
| 2. | Randaberg   | 13-14 avril     | Caroline Buchanan | Magalie Pottier       | Alise Post            | Magalie Pottier              |
| 3. | Papendal    | 12-13 mai       | Alise Post        | Caroline Buchanan     | Laëtitia Le Corguillé | Caroline Buchanan            |
| 4. | Abbotsford  | 14-15 septembre | Laura Smulders    | Kirsten Dellar        | Abbie Taylor          | Caroline Buchanan            |

### Classement général
| Pos | Coureuse              | Pts |
| --- | --------------------- | --- |
| 1   | Caroline Buchanan     | 780 |
| 2   | Magalie Pottier       | 587 |
| 3   | Alise Post            | 524 |
| 4   | Laura Smulders        | 445 |
| 5   | Laëtitia Le Corguillé | 430 |